# Periclimenaeus quadridentatus
Periclimenaeus quadridentatus är en kräftdjursart som först beskrevs av M. J. Rathbun 1906.  Periclimenaeus quadridentatus ingår i släktet Periclimenaeus och familjen Palaemonidae. Inga underarter finns listade i Catalogue of Life.